# ألدو بينيتيز
ألدو بينيتيز (بالإسبانية: Aldo Benítez)‏ هو لاعب كرة قدم مكسيكي في مركز ظهير ‏، ولد في 30 يناير 1996 في تولوكا في المكسيك. لعب مع نادي تولوكا.

## وصلات خارجية
- ألدو بينيتيز على موقع قاعدة بيانات كرة القدم.إي يو (الإنجليزية)
- ألدو بينيتيز على موقع Soccerway.com (الإنجليزية)
- ألدو بينيتيز على موقع AS.com (الإسبانية)